# Santa Eulàlia i Santa Júlia de Rigardà

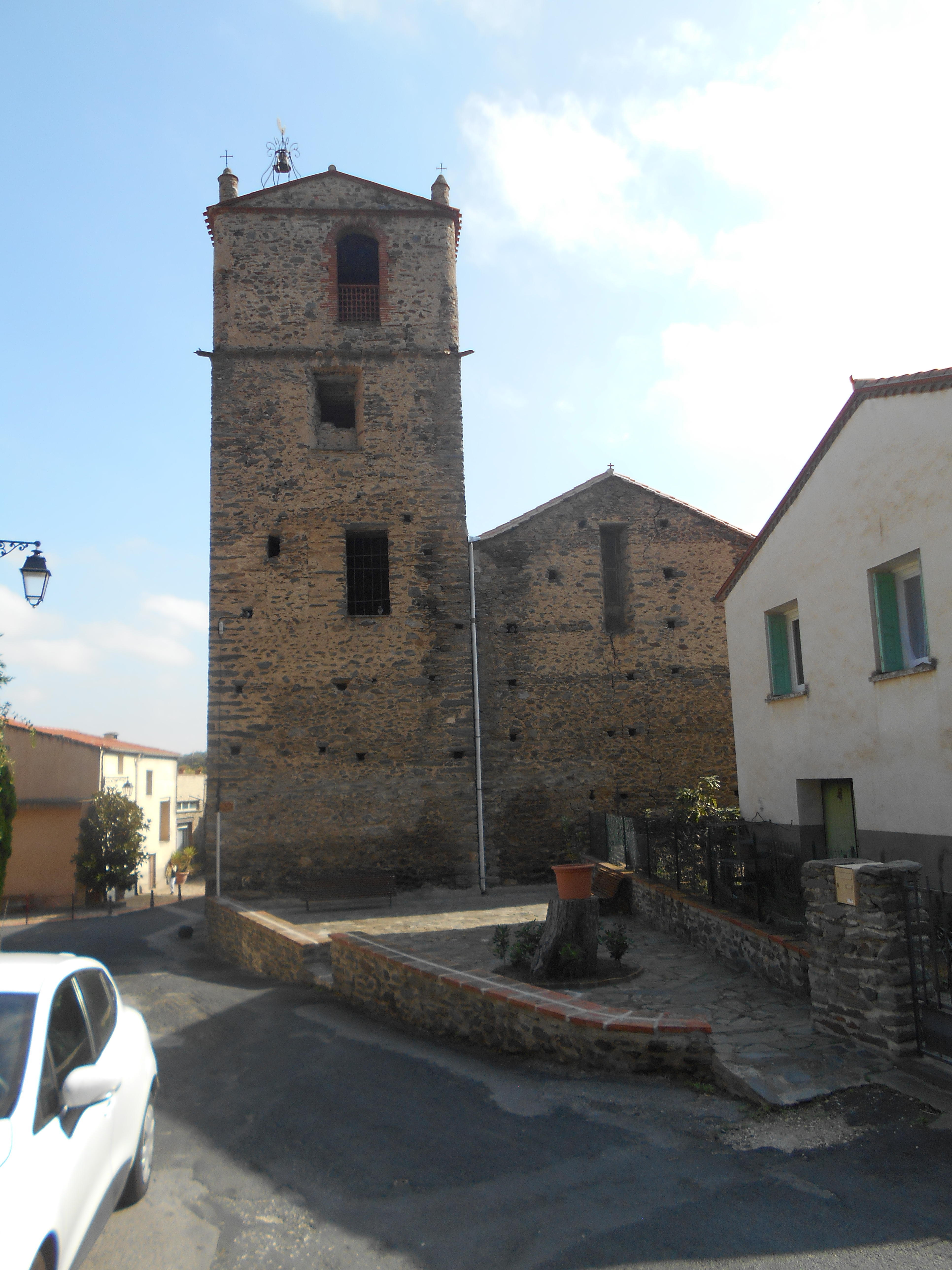
Frontis occidental de l'església

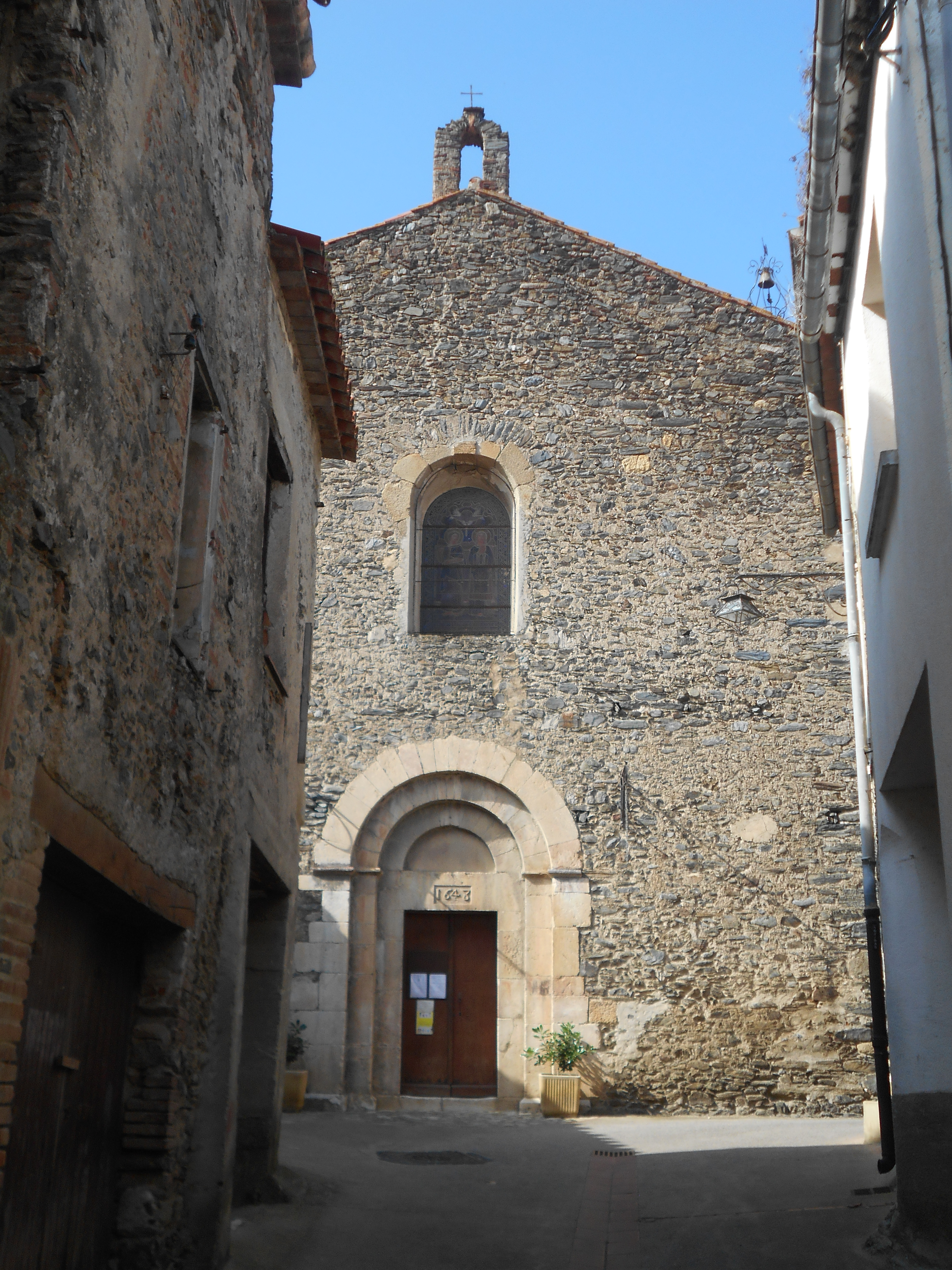
Portalada oriental, procedent de Santa Eulàlia de Vilella

Santa Eulàlia i Santa Júlia de Rigardà és l'església parroquial del poble de Rigardà, cap de la comuna del mateix nom, de la comarca del Conflent, a la Catalunya del Nord.
És al sud-oest del petit nucli de població de Rigardà, just a fora del nucli compacte del poble.
L'edifici actual fou construït entre 1630 i 1640, i incorporà diversos elements procedents de l'antiga església de Vilella, també dedicada a Santa Eulàlia, com la porta romànica, de marbre blanc, amb dues arquivoltes i timpà llis, i alguns retaules, com el de Santa Eulàlia. Un altre retaule, el de Sant Martí, procedeix de Sant Miquel de Cuixà.